# Vegetativt tillstånd
Vegetativt tillstånd är en medicinsk term för en patient som endast äter (som regel sondmatas), sover och fungerar basalt kroppsligt, men saknar mänskligt intellektuellt och känslomässigt liv, till exempel vid svår senil demens eller efter svår skallskada. Vegetativt tillstånd beskriver människor som är vid liv men saknar vad vi kallar medvetande. 
Varaktigt vegetativt tillstånd fanns som diagnos i ICD-9, men har ersatts av stupor.